# Франклин Д. Рузвельт (станция метро)
Франклин Д. Рузвельт (фр. Franklin D. Roosevelt) — пересадочный узел линий 1 и 9 Парижского метрополитена. Назван в честь президента США Франклина Рузвельта, одного из лидеров антигитлеровской коалиции.
По статистике STIF, в 2007 году пересадочный узел занимал 14 место по загруженности в Парижском метро, пассажиропоток составил 12,19 миллионов человек.. По статистике RATP, пассажиропоток по входу в 2012 году составил 12 582 337 человек, а в 2013 году снизился до 11 890 240 пассажиров, однако при этом станция сохранила 14 место по уровню входного пассажиропотока в Парижском метро) На станции установлены автоматические платформенные ворота.

## История
- Зал линии 1 входит в состав самого первого участка Парижского метро (Порт-де-Венсен — Порт-Майо), запущенного 19 июля 1900 года. Первоначально станция называлась "Марбёф" (фр. Marbeuf), по одноимённой улице
- Зал линии 9 запущен в эксплуатацию 27 мая 1923 года в составе пускового участка Трокадеро — Сент-Огюстен под названием "Рон-Пуэн де Шанз-Элизе" (фр. Rond-Point des Champs-Élysées)
- 6 октября 1942 года, с открытием перехода между залами, станции объединились, объединились и их названия (также использовался неофициальный сокращённый вариант "Шанз-Элизе — Марбёф" (фр. Champs-Elysees–Marbeuf). В 1946 году пересадочный узел получил современное название

В рамках проекта по автоматизации линии 1, её зал был подвергнут редизайну в 2008—2011 годах.

## Галерея

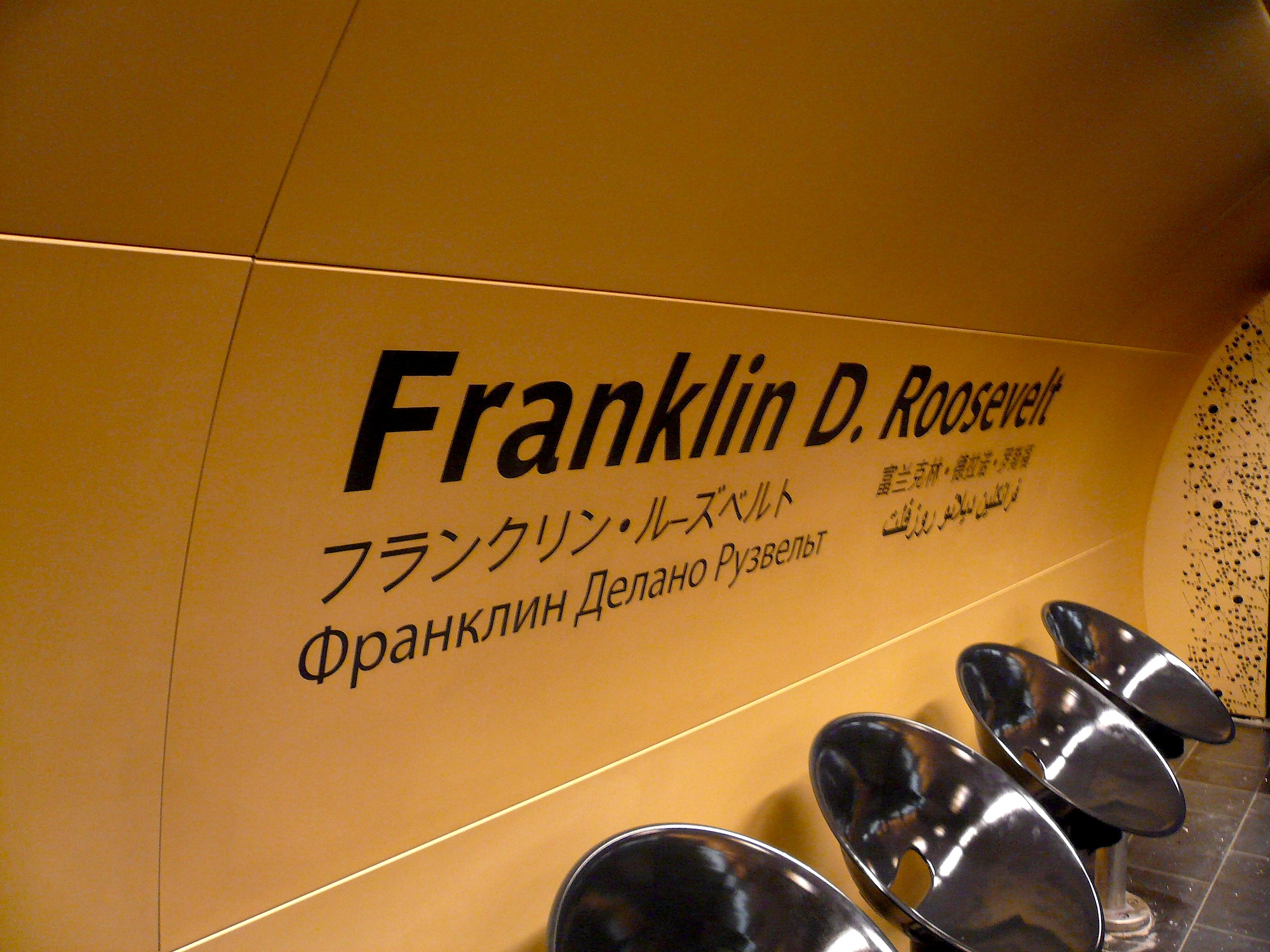
Название станции на стене после редизайна
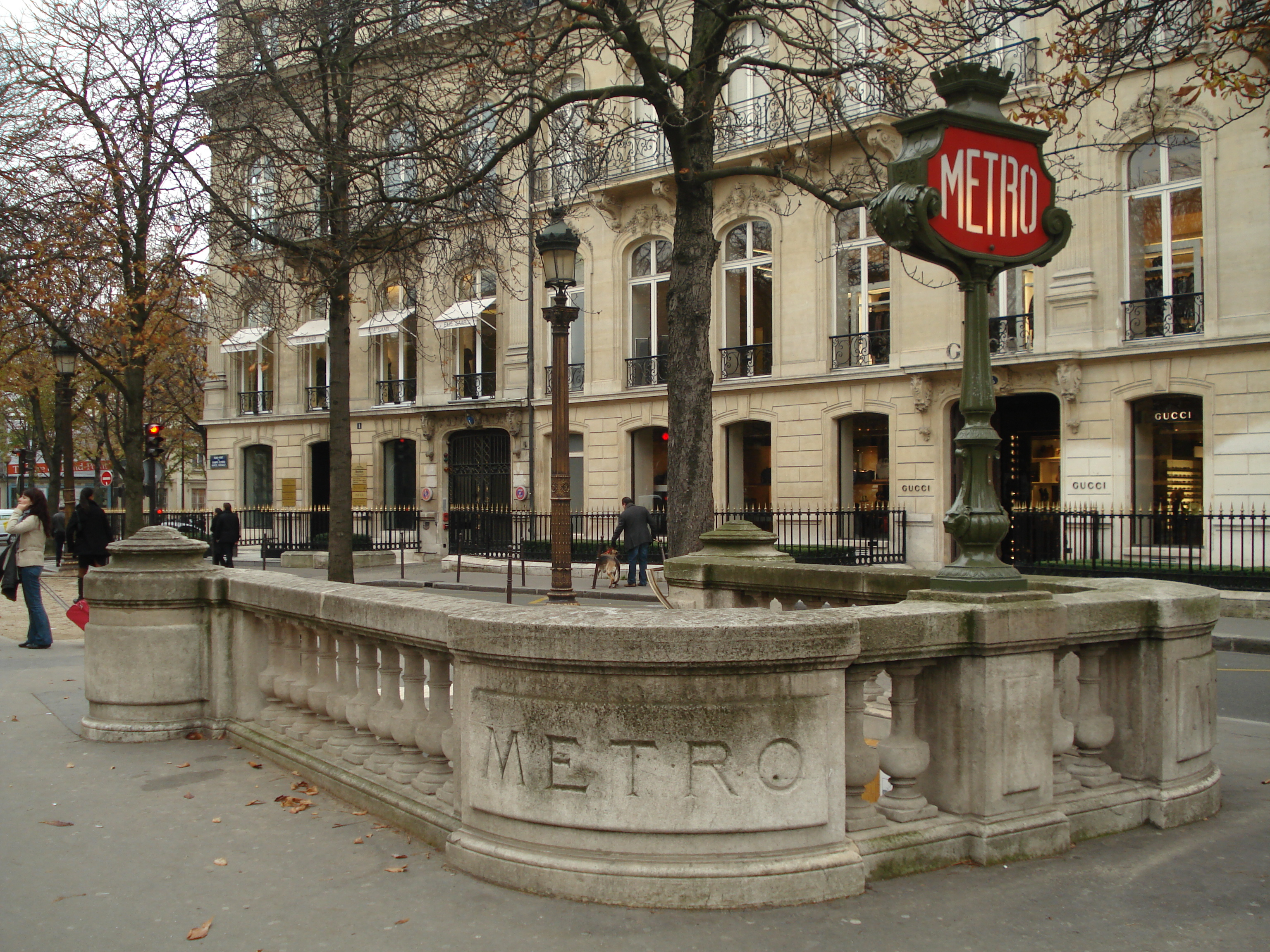
Вход на станцию
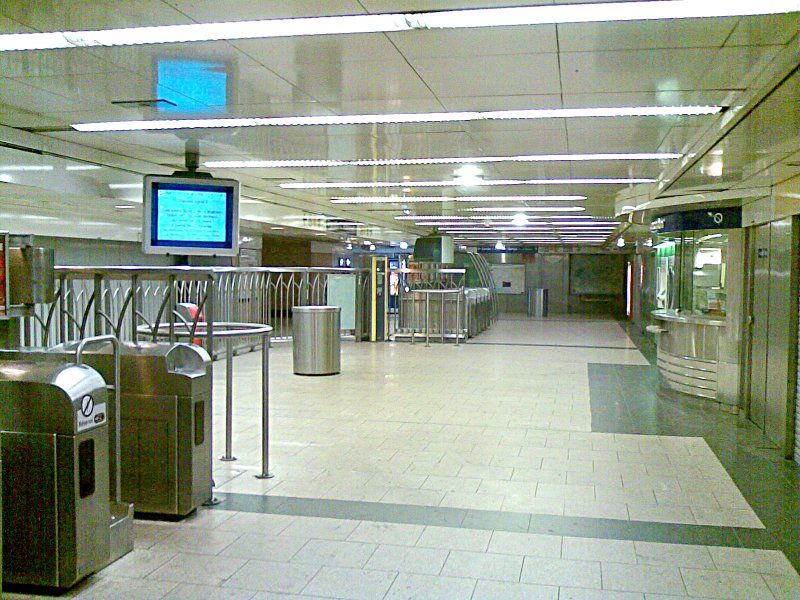
Кассовый зал
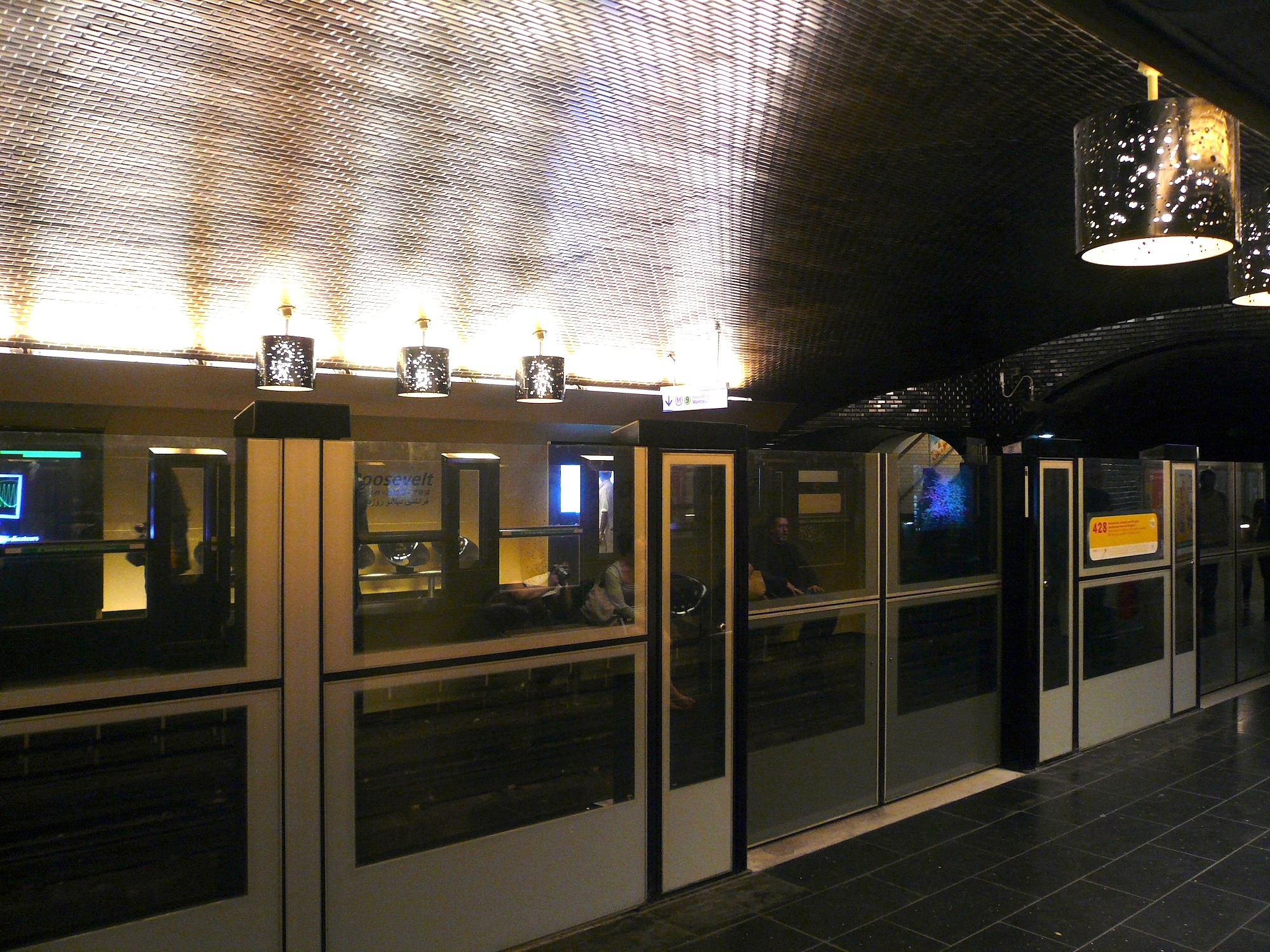
Автоматические платформенные ворота установленные на платформе 1 линии.
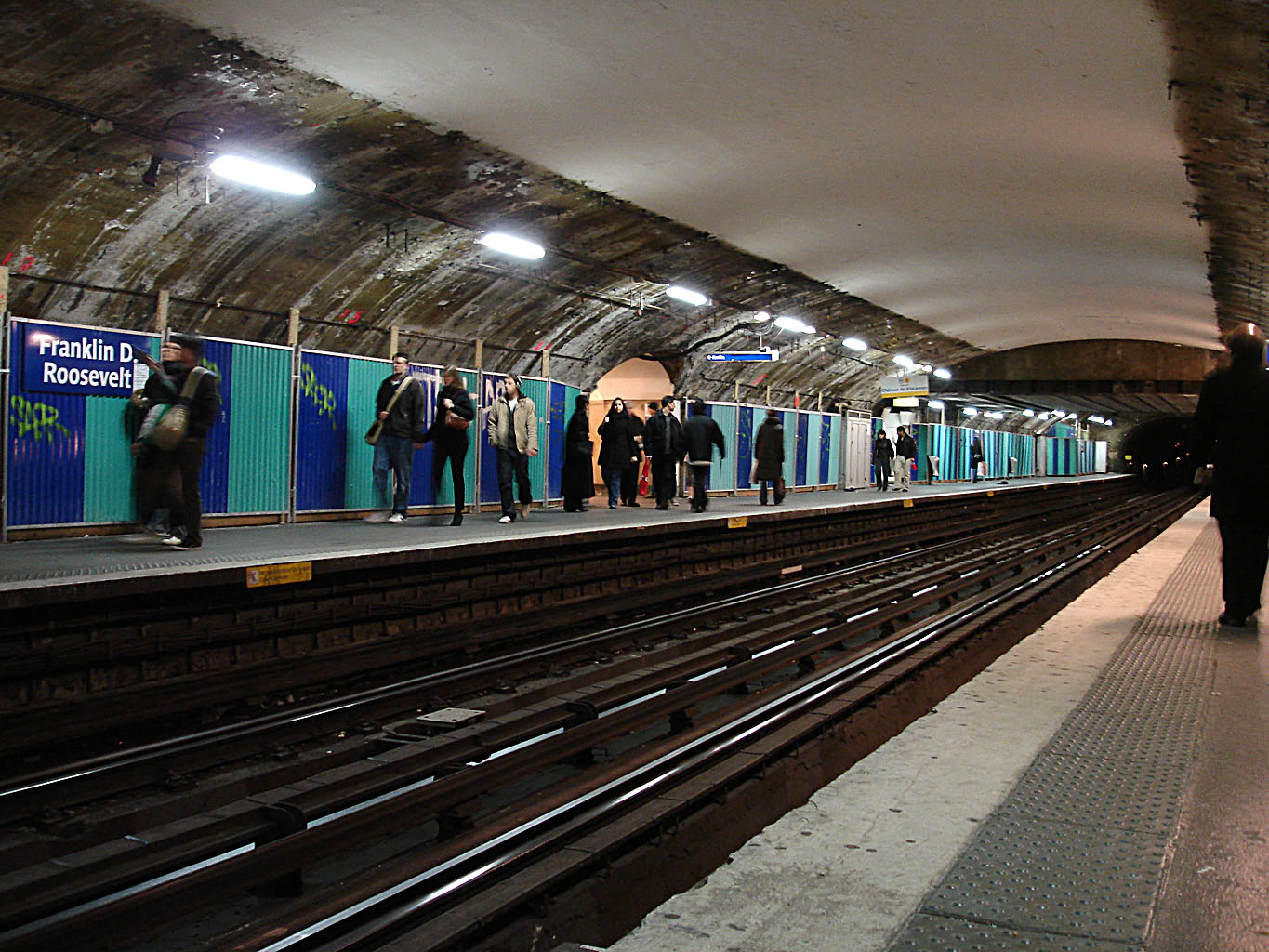
Зал линии 1 в процессе редизайна (2008)
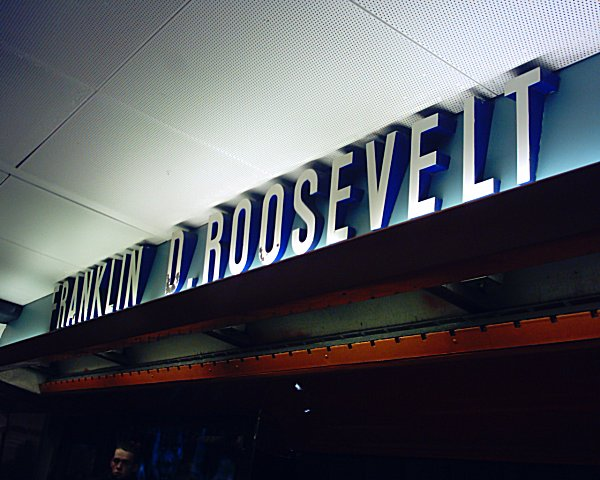
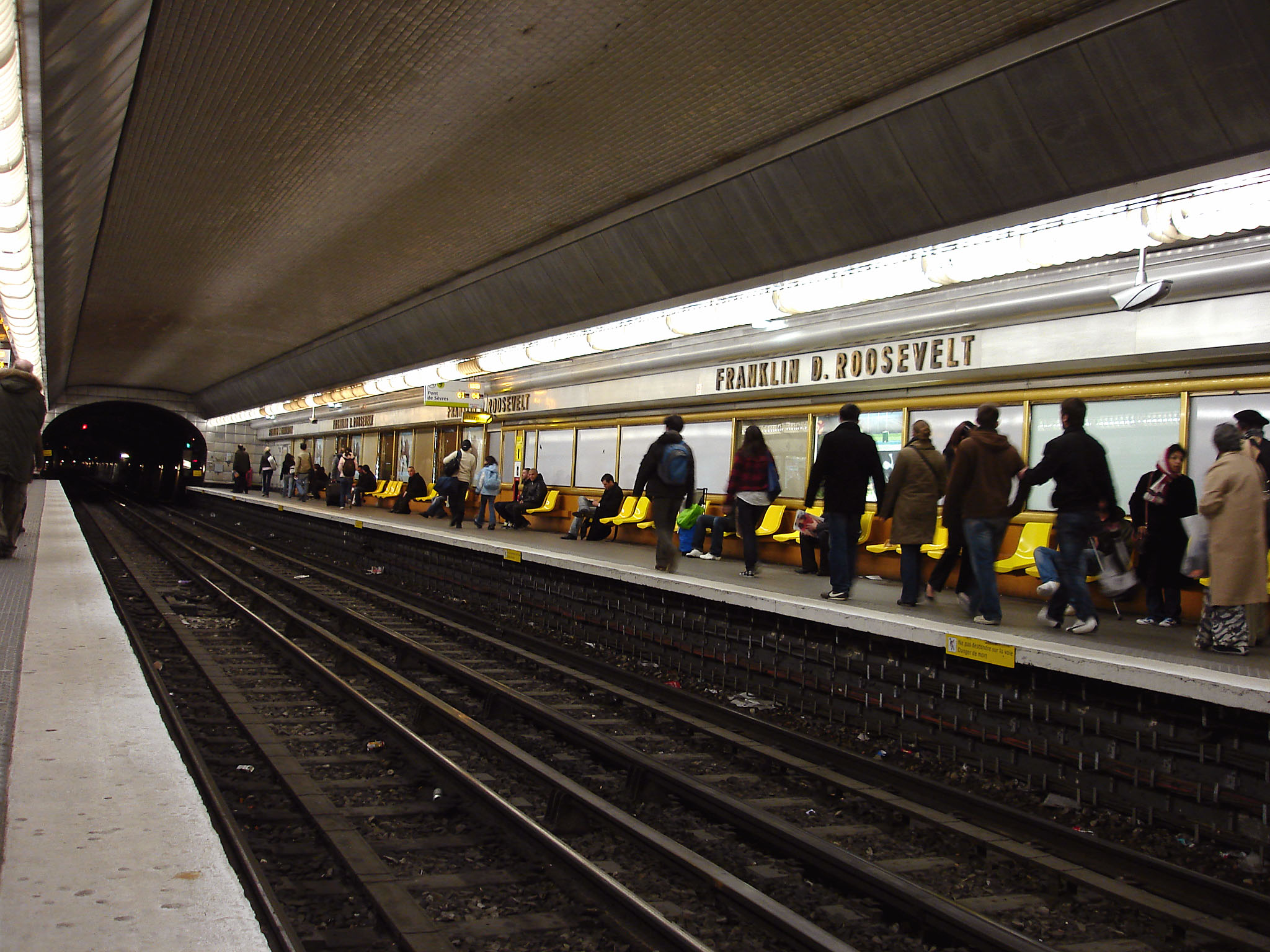
Зал линии 9
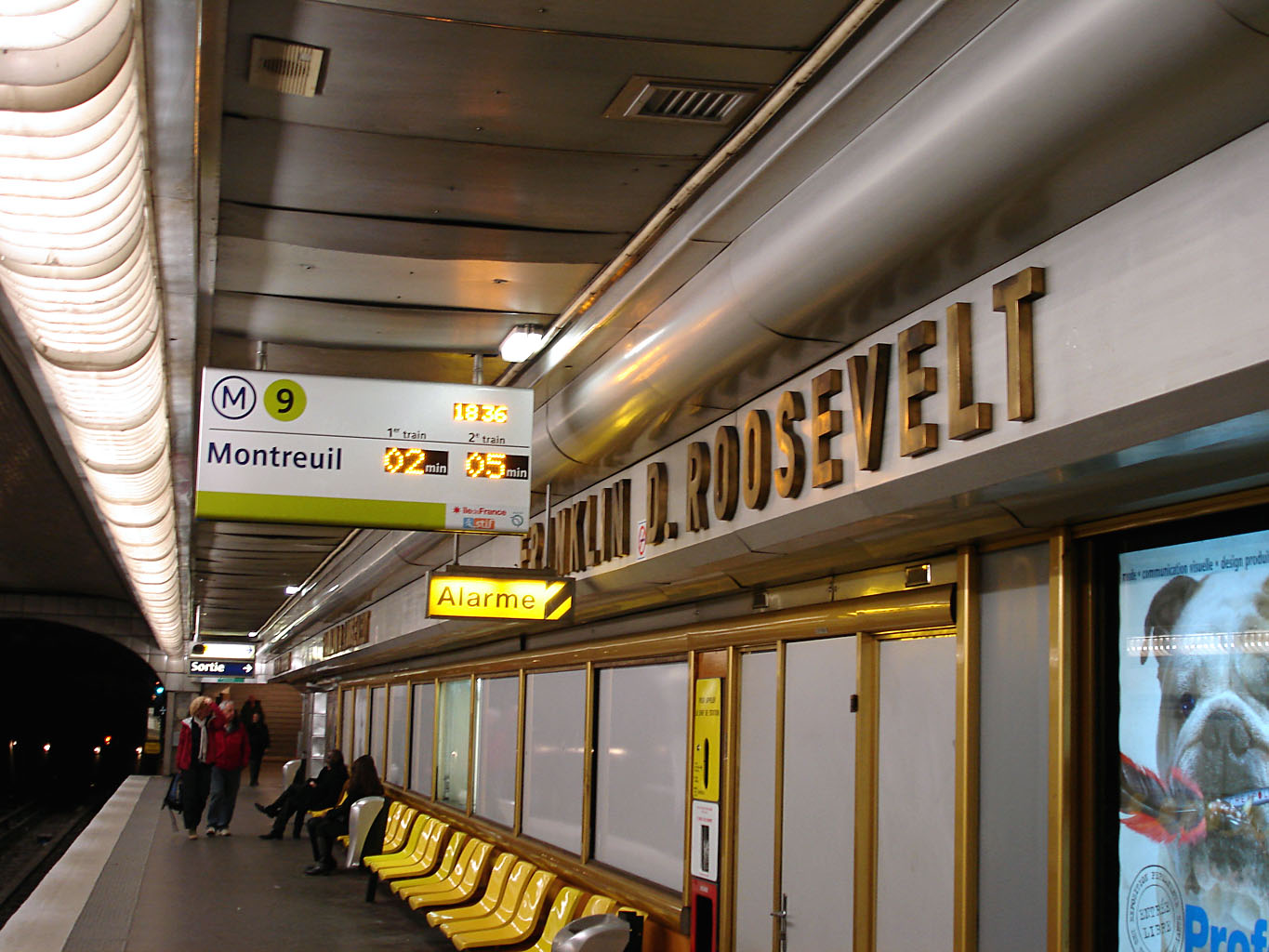
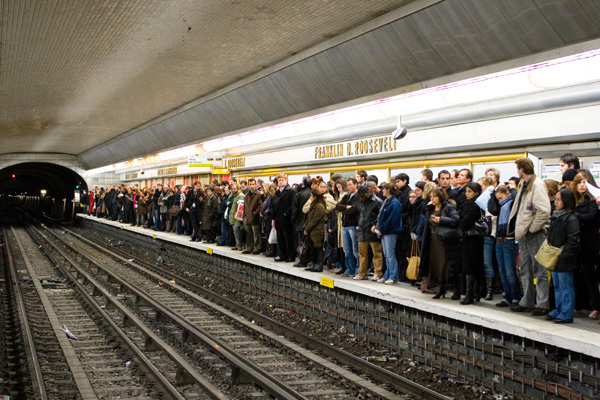
Зал линии 9 в час пик (2007)

## Путевое развитие
На перегоне Франклин Д. Рузвельт — Альма — Марсо линии 9 имеется пошёрстный съезд.